# Nagakura Shinpachi
Nagakura Shinpachi (永倉 新八?   11 de abril, 1839 - 5 de enero, 1915) fue capitán de la segunda tropa del Shinsengumi.

## Contexto
Nagakura Shinpachi Noriyuki, conocido como Eikichi o Eiji durante su niñez, nació en el clan Matsumae en Edo el undécimo día del cuarto mes de Tenpo 10 (1839). Su padre, Nagakura Kanji era sirviente del clan Matsumae con un estipendio de 150 koku. Tal como Okita Soji, Nagakura era un auténtico ejemplo del periodo Edo: hijo de un sirviente de un dominio que nunca vio ya que toda su vida la pasó en Edo.
A la edad de ocho años Nagakura entró al dojo Shintō Munen Ryū de Okada Jūsuke Toshida y para la edad de 18 años ya había alcanzado el grado de sexto dan. A la edad de 19 dejó el servicio del clan Matsumae con la finalidad de viajar y mejorar su técnica. Pasó algún tiempo en el dojo Shintō Munen Ryū de Yuritomo Shūzō y en el Shingyoto Ryū de Tsubōchi Shume, donde conoció a Shimada Kai, el futuro vice-capitán de la segunda unidad del Shinsengumi. 

## Periodo shinsengumi
En 1863 Nagakura y el grupo de Kondō se unieron al Rōshigumi. Después de su arribo a Kioto, Kondō, Serizawa Kamo y compañía decidieron permanecer allí mientras que el resto de los Roshigumi regresaron a Edo. Después de los eventos del 18 de septiembre de 1863, el grupo se convirtió en Shinsengumi.
Nagakura se convirtió en fukuchō (asistente del vicecomandante) en 1863 y posteriormente se convirtió en capitán de la segunda unidad en 1865. Nagakura junto con el resto de los Shinsengumi se convirtieron en hatamoto en 1867.

## Después de la Restauración Meiji
Posterior a la Restauración Meiji Nagakura cambió su nombre a "Sugimura Yoshie" cuando fue adoptado por la familia de su esposa, los cuales eran doctores al servicio del daimyō Matsumae.

## Muerte
Nagakura falleció de causas naturales en 1915 a la edad de 76 años. Ese mismo año, Saito Hajime, otro de los capitanes Shinsengumi falleció a la edad de 71 años de una úlcera estomacal.